# Йеллоу-Медисин (округ)
Эта статья — об округе. О реке, в честь которой он был назван, см. Йеллоу-Медисин (река).
Йе́ллоу-Ме́дисин (англ. Yellow Medicine County) — округ в штате Миннесота, США. Административный центр и крупнейший город — Гранит-Фолс. По оценочной переписи 2009 года в округе проживают 9867 человек. Площадь — 1977 км², из которых 1963 км² — суша, а 14 км² — вода. Плотность населения составляет 6 чел./км².

## История
Округ был основан в 1871 году.